# زينيدا كوبريانوفيتش
زينيدا ألكسندروفنا كوبريانوفيتش (البيلاروسية:Зінаіда Аляксандраўна Купрыяновіч ، الروسية:Зинаида Александровна Куприянович؛ ولد 17 سبتمبر 2002) تعرف فنياً باسم زينيدا كوبريانوفيتش أو زينا هي مغنية و ممثلة ومقدمة برامج تلفزيونية بيلاروسية، مثلت روسيا البيضاء في مسابقة الأغنية الأوروبية 2019 مع أغنية "مثل ذلك"، وحلت في مركز 24 في الجولة النهائية، شاركت أيضًا في استضافة مسابقة الأغنية الأوروبية جونيور 2018 في مينسك، ومثلت باللغة الروسية شخصية في فيلم موانا (2016).